# 534年
| 千纪： | 1千纪                                                                                           |
| 世纪： | 5世纪 \| 6世纪 \| 7世纪                                                                         |
| 年代： | 500年代 \| 510年代 \| 520年代 \| 530年代 \| 540年代 \| 550年代 \| 560年代                       |
| 年份： | 529年 \| 530年 \| 531年 \| 532年 \| 533年 \| 534年 \| 535年 \| 536年 \| 537年 \| 538年 \| 539年 |
| 纪年： | 甲寅年（虎年）；北魏永熙三年；南朝梁中大通六年；高昌章和四年；劉蠡升神嘉十年；东魏天平元年      |

## 大事记
- 北魏孝武帝元修從洛陽出逃，投奔長安的宇文泰，是為孝武西遷。
- 高歡擁立北魏孝文帝的曾孫元善見為帝，即位於鄴城，正式建立東魏，北魏分裂。
- 法蘭克人打敗了勃艮第最後一個國王戈多马尔。
- 汪達爾王國向東羅馬帝國投降，成為羅馬的一省。
- 東哥特王國國王阿塔拉里克去世，做為攝政女王的阿瑪拉遜莎讓她的表弟狄奧達哈德登上王位，不久狄奧達哈德將阿瑪拉遜莎囚禁到托斯卡納博賽納湖中的瑪塔納島，並於翌年殺害。

## 出生
- 北周明帝宇文毓，560年逝世，26岁。

## 逝世
- 10月2日——阿塔拉里克，東哥特王國國王，526年至534年間是義大利名義上的統治者。